# Selencasta minuscula
Selencasta minuscula – gatunek kosarza z podrzędu Laniatores i rodziny Assamiidae. Jedyny znany przedstawiciel monotypowego rodzaju Selencasta.

## Występowanie
Gatunek został wykazany z wyspy Bioko.